# عبد الرزاق الدليمي
عبد الرزاق بن عبطان صبار الدليمي، هو قارئ قرآن عراقي، أجاد في أداء تلاوة القرآن، وسجل ثلاثة مصاحف.

## أهم انجازاته
- فاز بالمركز الأول على العالم الإسلامي والمركز الرابع على العالم سنة 2001 م في ماليزيا في مسابقة القرآن الكريم.
- إمام مسجد حاليا في إمارة الشارقة .

## المصاحف
- المصحف المرتل المحقق / مسجل في العراق
- المصحف المجود: سجل هذا المصحف المجود سنة 2001 م وقد تميز القارئ برخامة صوته، وقد أظهر إبداعه بالمزج بين الأداء البغدادي والأداء المصري. و هذا المصحف قد سجل بطلب رسمي من الرئيس الراحل صدام حسين حين سمع تلاوت القارئ فطلب لقاؤه و أمره بتسجيل مصحف كامل.
- المصحف المرتل كاملاً / مسجل في دولة الإمارات والذي اعتنى فيه القارئ بالأداء التصويري والتبحر بالأنغام القرآنية.

## روابط خارجية
- للاستماع للمصحف المجود عبر موقع نداء الإسلام